# شوهی ایزومی
شوهی ایزومی (انگلیسی: Shūhei Izumi؛ زادهٔ ۱۱ اکتبر ۱۹۷۷) بازیگر اهل ژاپن است.